# Farrea costifera
Farrea costifera är en svampdjursart. Farrea costifera ingår i släktet Farrea och familjen Farreidae. Inga underarter finns listade i Catalogue of Life.